# Czerteż
Der Czerteż ist ein Berg in den polnischen Pieninki, einem Gebirgszug der Pieninen, mit 774 Metern Höhe. Er ist der höchste Gipfel der Pieninki. Sein Gipfel ist bewaldet und er liegt auf dem Höhenweg Sokola Perć.

## Lage und Umgebung
Der Czerteż liegt im Hauptkamm der Pieninen. Südöstlich des Gipfels liegt der Dunajec-Durchbruch, nördlich liegt das Tal der Krośnica. 

## Etymologie
Der Name lässt sich als Rodung übersetzen und ist lemkischen Ursprungs. Er rührt daher, dass in der Vergangenheit der Wald in seinen Hängen zur Anlegung von Almen gerodet wurde.

## Tourismus
Der Gipfel liegt im Pieninen-Nationalpark. Es führen mehrere markierte Wanderwege auf den Gipfel.

### Routen zum Gipfel
- ▬ der blau markierte Kammweg von Czorsztyn über die Czorsztyner Pieninen, das Drei-Kronen-Massiv auf den Gipfel des Czerteż und hinab zum Fluss Dunajec zur Überfahrt Nowy Przewóz nach Szczawnica.
- ▬ ein grün markierter Wanderweg von Krościenko nad Dunajcem über die Kapelle Kapliczka św. Kingi auf den Bergpass Przełęcz Sosnów und dort über den blau markierten Kammweg.